# Audi A4 B8
| Sonstige Messwerte            | Sonstige Messwerte              |
| ----------------------------- | ------------------------------- |
| Sterne im Euro-NCAP-Crashtest | 5 Sterne im Euro-NCAP-Crashtest |
| Sterne im US-NCAP-Crashtest   | 5 Sterne im US-NCAP-Crashtest   |

Der B8 (Typ 8K) ist die vierte Baureihe des Mittelklassefahrzeugs Audi A4. Die offizielle Messepremiere der A4 (8K) Limousine erfolgte auf der Internationalen Automobil-Ausstellung 2007. Ab Dezember 2007 wurde er zunächst als Stufenhecklimousine ausgeliefert. Ende Februar 2008 wurde die Kombivariante (Avant) offiziell im Internet vorgestellt und im März auf dem Genfer Auto-Salon der Öffentlichkeit präsentiert. Der B8 basiert auf dem neuen Plattformkonzept „Modularer Längsbaukasten“, auf welchem bereits der Audi A5 aufbaut und alle nachfolgenden Modelle im Volkswagen-Konzern mit Längsmotor basieren werden.

## Modellgeschichte

### Allgemeines
Die vierte A4-Generation ähnelt mit der Front- und Heckpartie dem bereits im März 2007 vorgestellten Audi A5. Im Vergleich mit dem Vorgängermodell B7 wurde das Fahrzeug 117 mm länger und 54 mm breiter. Als besonders markante Designelemente stechen die großen Außenspiegel mit integrierten LED-Seitenblinkern und das in Verbindung mit dem optionalen Xenonlicht angebotene Tagfahrlicht mit LED-Technik hervor.
Das Design des Innenraums orientiert sich dabei am Audi A5. So ist die Mittelkonsole auf den Fahrer ausgerichtet und in der Mitte des Armaturenbretts befindet sich, je nach Radio- bzw. Navigationssystemausstattung, ein 6,5- oder 7-Zoll-Bildschirm. Die Bedienung erfolgt bei einem verbauten Navigationssystem per separatem MMI-Terminal in der Mittelkonsole oder via nachgebildeter MMI-Bedienlogik am „normalen“ Radio. Wichtige Funktionen wie Radiolautstärke oder Klimaanlagensteuerung können unabhängig von dieser Bedienungsschnittstelle betätigt werden.
Im November 2011 erhielt die A4-Reihe ein Facelift, welches sowohl eine technische als auch optische Überarbeitung umfasste.
Ein offener A4 wurde hingegen nicht mehr angeboten, da diese Position seit Frühjahr 2009 das A5 Cabrio übernahm. Vergleichbare Wettbewerbsfahrzeuge des A4 sind neben dem BMW 3er und der Mercedes C-Klasse, auch der Infiniti Q50, Citroën DS5 und Cadillac ATS.

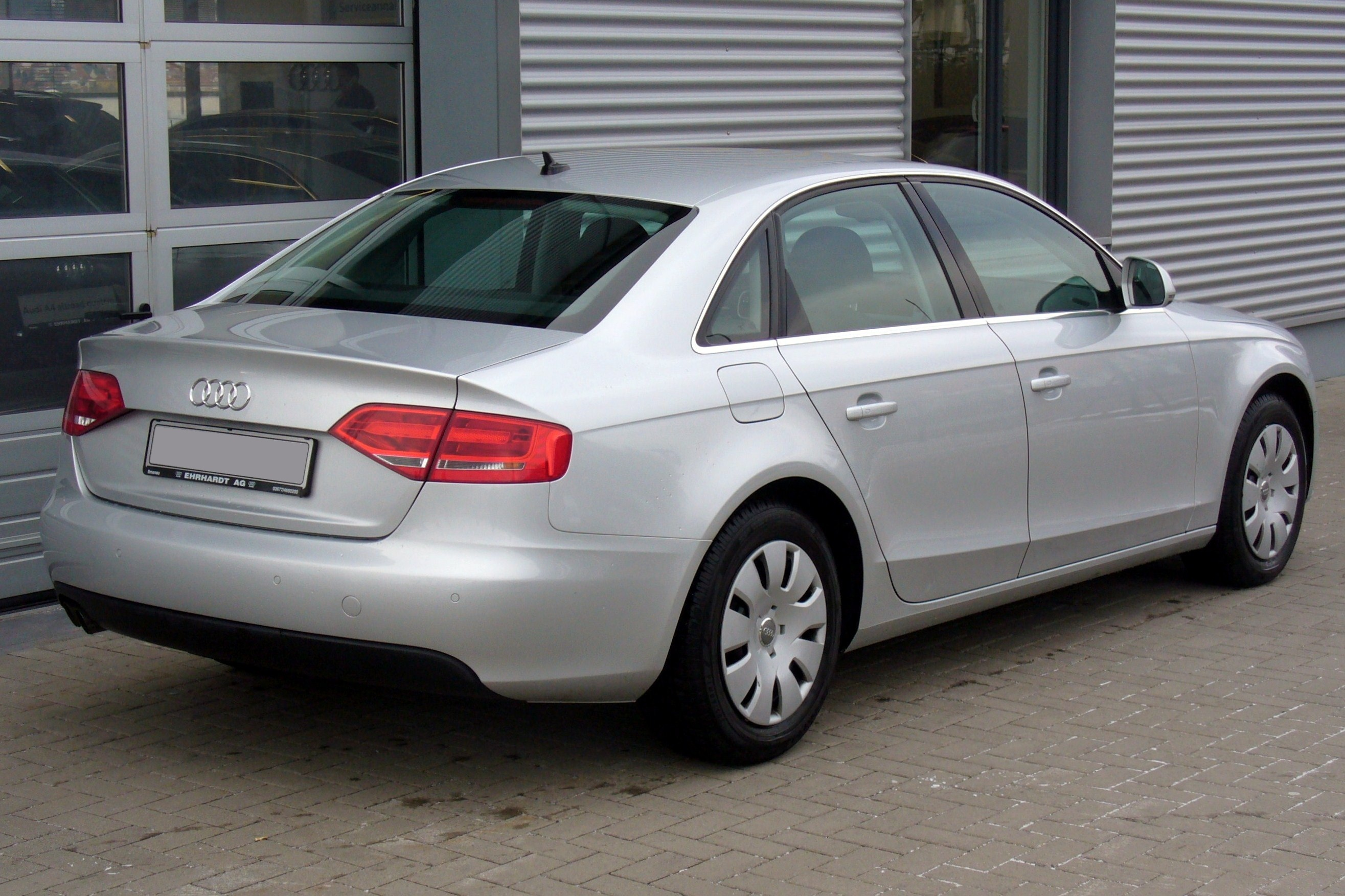
Heckansicht
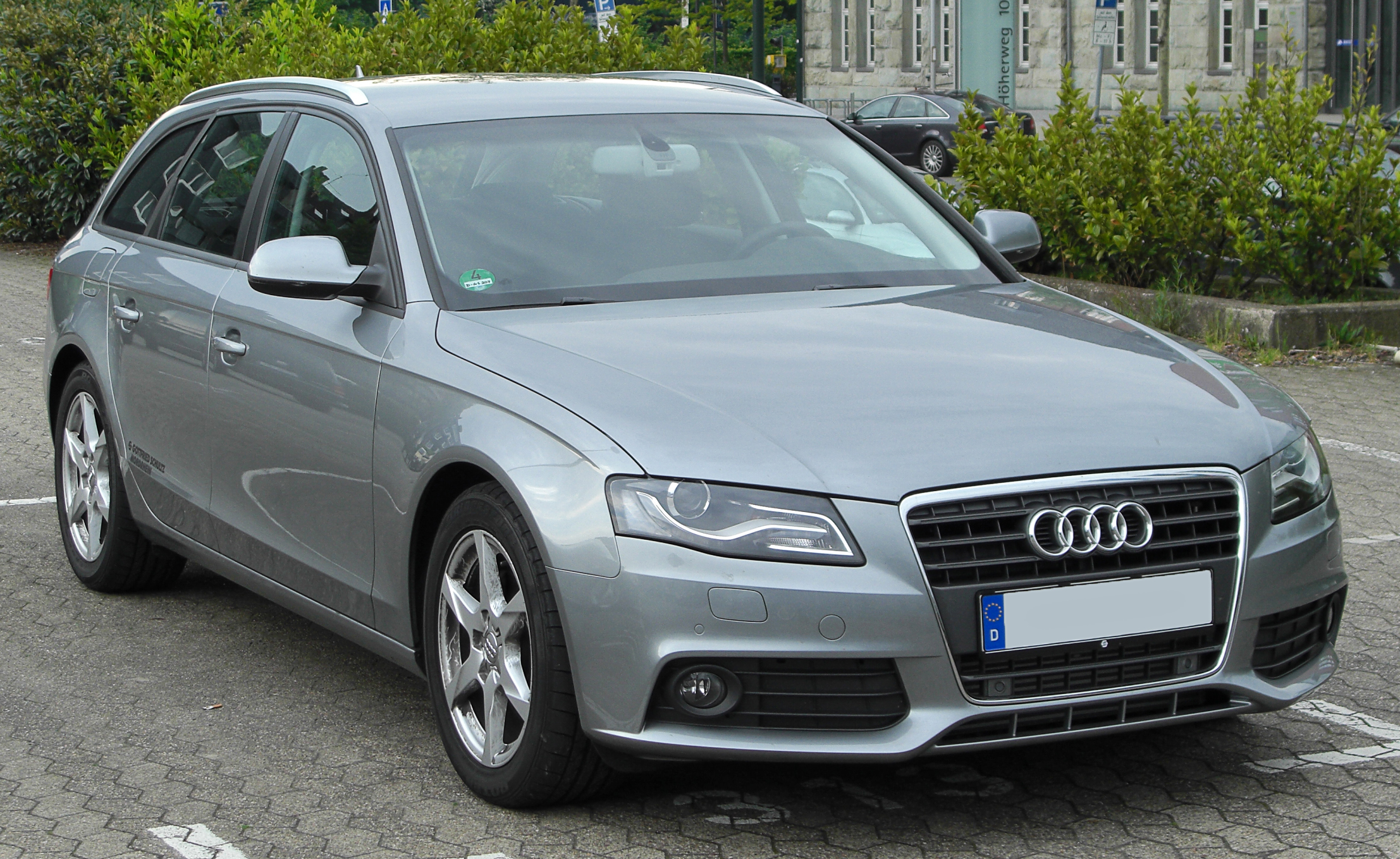
Audi A4 Avant (2008–2011)
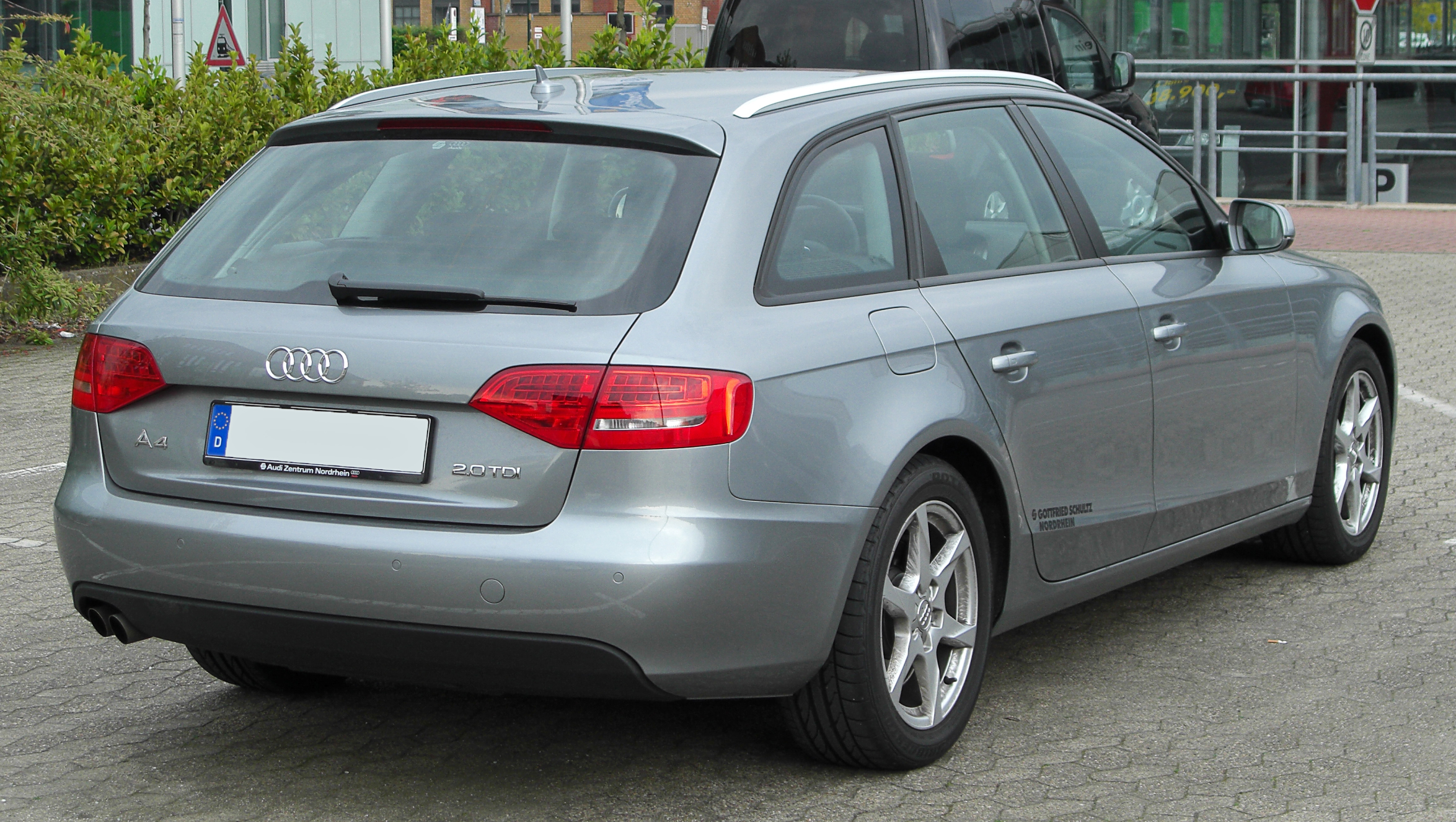
Audi A4 Avant (2008–2011)
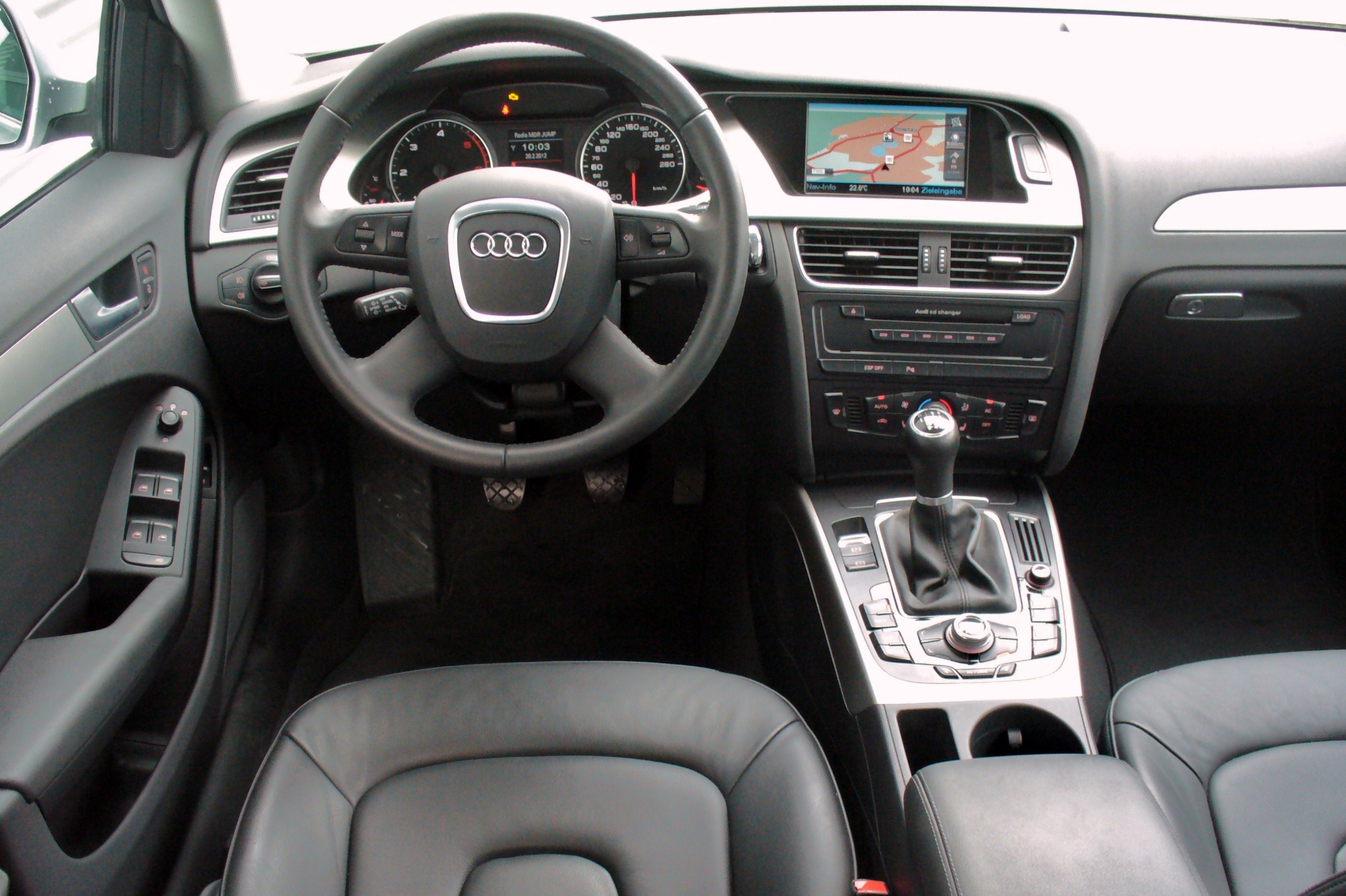
Innenraum

### Modellvarianten
Für den chinesischen Markt wurde ab Januar 2009 die Langversion A4L produziert. Diese Variante besitzt einen 60 mm längeren Radstand und war zu Beginn mit zwei Ottomotoren, dem 2-Liter-Turbomotor (132 kW/180 PS) sowie 3,2-Liter-V6 (195 kW/265 PS), erhältlich. Später erschien für den A4L der 1,8-Liter- (118 kW/160 PS) und ein weiterer 2-Liter-Turbomotor (155 kW/211 PS).
Ab März 2009 wurde der S4 dieser Baureihe ausgeliefert, welcher im Gegensatz zu seinen Vorgängern weder durch einen Turbo- noch Saugmotor angetrieben wird. Stattdessen setzte Audi in diesem Modell auf einen 3,0-Liter-V6-Motor, der mittels Kompressoraufladung 245 kW (333 PS) leistet.
Im Frühsommer 2009 erschien der A4 allroad quattro, eine Variante mit erhöhter Bodenfreiheit für den Einsatz abseits befestigter Straßen.
Im Februar 2012 wurde der Audi RS4 der B8-Baureihe auf dem Genfer Auto-Salon vorgestellt, welcher ab Herbst 2012 nur als Avant-Variante ausgeliefert wurde. Das leistungsstärkste A4-Modell leistet durch einen 4,2-Liter-V8-Hochdrehzahlmotor 331 kW (450 PS), welcher bereits seit 2010 im Coupé-Modell Audi RS5 zum Einsatz kommt.

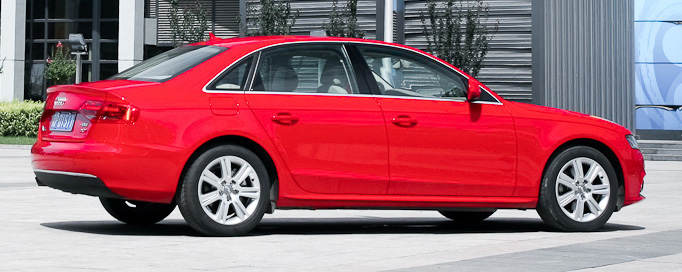
Chinesischer A4L mit langem Radstand (2009)
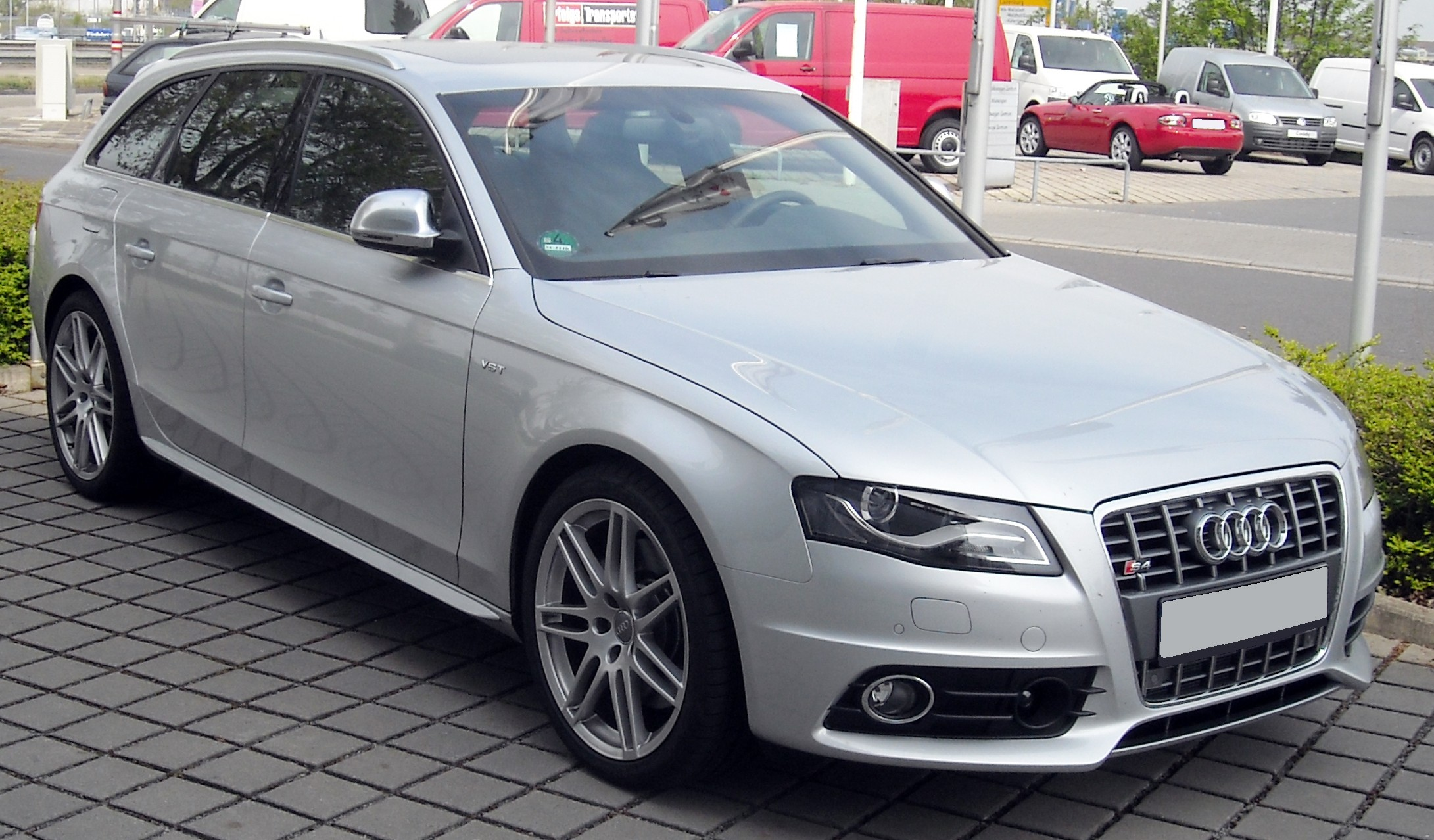
Audi S4 Avant (2009)
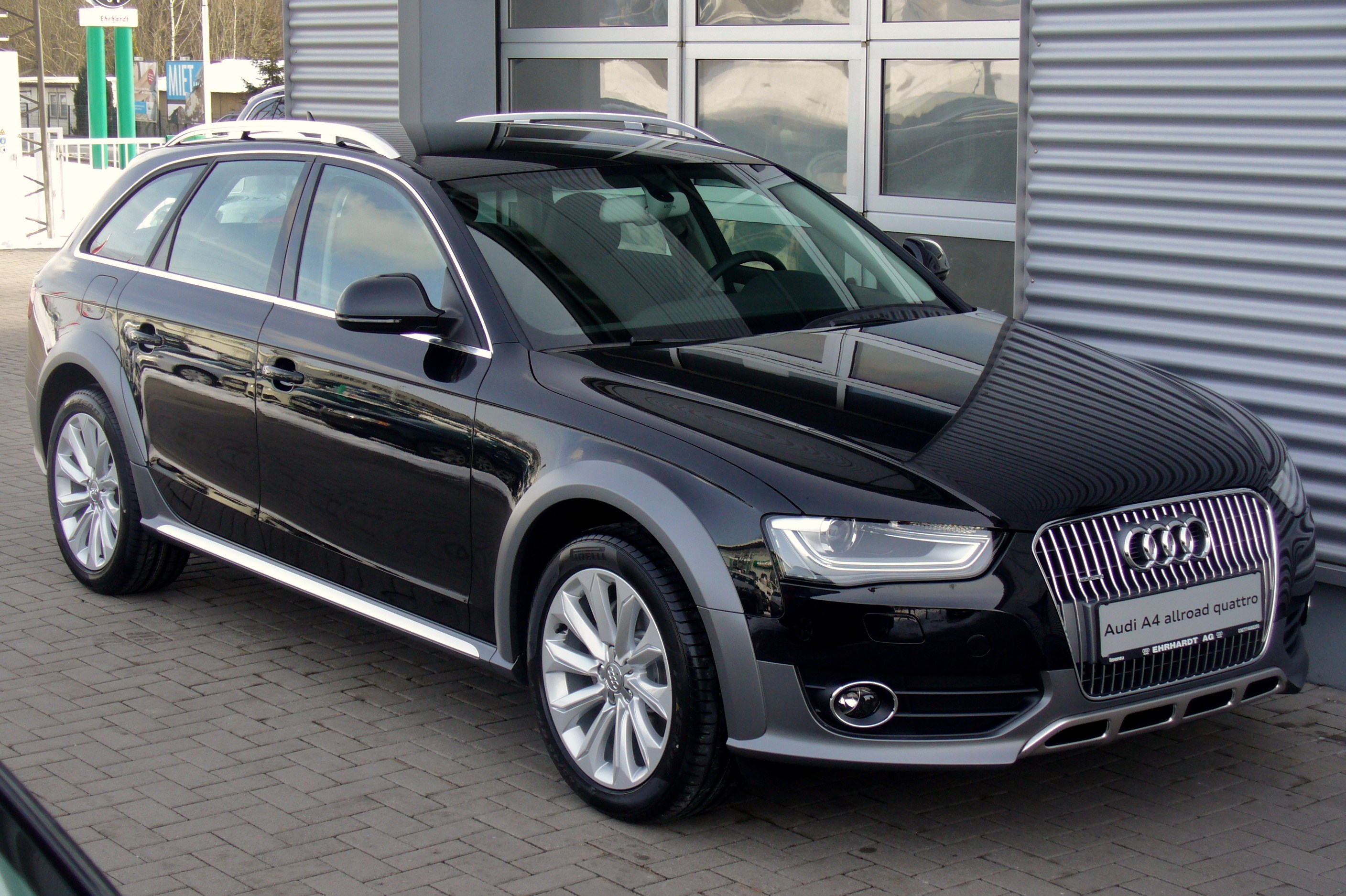
Audi A4 allroad quattro (2011)
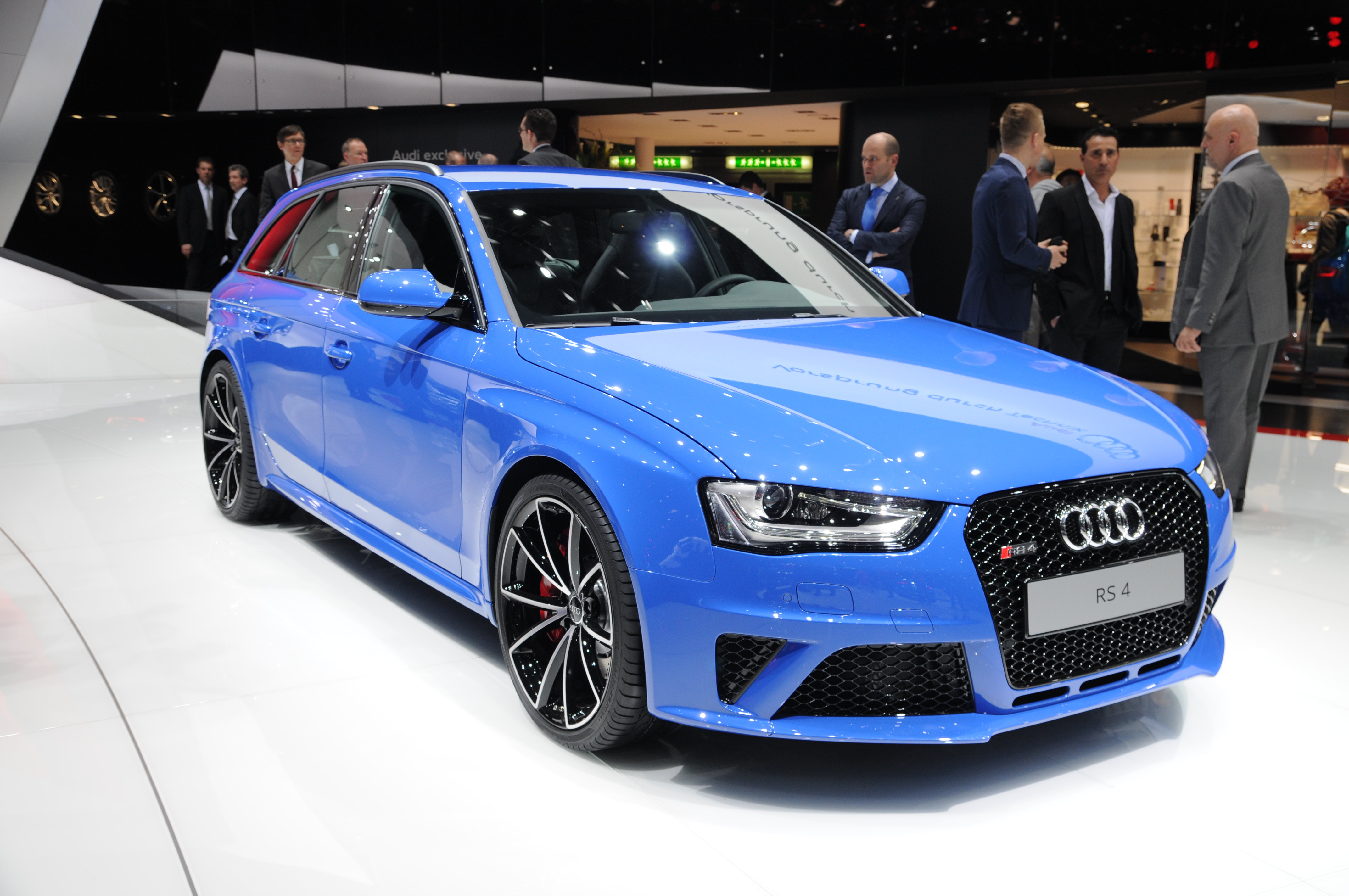
Audi RS4 Avant (2014)

### Ausstattung
Erstmals in der A4-Geschichte wurden wie auch beim Audi A3 drei Grundausstattungspakete angeboten:
- Attraction: Die Basisvariante beinhaltet 16-Zoll-Felgen (bei Sechszylindermotoren in 17 Zoll) und Dekoreinlagen in Platinoptik.
- Ambition: Die sportliche Ausrichtungslinie umfasst neben Sportsitzen, -fahrwerk und -lenkrad serienmäßig 17-Zoll-Bereifung, Fahrerinformationssystem und diverse Dekoreinlagen in Aluminiumoptik.
- Ambiente: Die komfortorientierte Linie umfasst ergänzend zur Variante Attraction serienmäßig eine Sitzheizung, Geschwindigkeitsregelanlage, akustische Einparkhilfe hinten, Mittelarmlehne, ein Multifunktionslenkrad sowie das Licht- und Glanzpaket.

In Verbindung mit den Ausstattungslinien wurden einige Sonderausstattungen günstiger angeboten. Gegenüber den Vorgängern wurde die Aufpreisliste durch viele neue Entwicklungen erweitert. So wurde neben der serienmäßigen Klimaautomatik ebenfalls eine Drei-Zonen-Klimaautomatik angeboten. Das serienmäßige Radio konnte unter anderem durch ein Soundsystem von Bang & Olufsen mit 505 Watt Gesamtleistung oder mit einem Empfänger für digitalen Radioempfang (DAB) erweitert werden.
Ebenfalls neu im B8 war Audi drive select, mit welchem sich verschiedene Fahrzeugparameter unabhängig voneinander verändern lassen. Neben Gaspedalkennlinie, Automatikgetriebeabstimmung und Servounterstützung der Lenkung lässt sich durch ein Fahrwerkspaket mit elektronischer Stoßdämpferregelung die „Härte“ des Fahrwerks individuell einstellen (Continuous Damping Control). Zusammen mit diesem Paket ist ebenfalls eine optionale „Dynamiklenkung“ erhältlich, die es ermöglicht, den Lenkwinkel, welcher vom Fahrer über das Lenkrad angegeben wird, zu verkleinern oder zu vergrößern. Zudem kann sie selbständig lenken, z. B. wenn das Fahrzeug ausbricht.
Als weitere neue Komfortfunktionen wurden eine Einparkhilfe mit Rückfahrkamera bzw. visueller Anzeige über den Bildschirm im Armaturenbrett und Komfortsitze mit einer aktiven Sitzbelüftung angeboten.
Die Sicherheitsausstattung konnte im B8 erstmals durch verschiedene Fahrerassistenzsysteme wie
- Spurhalteassistent (Audi lane assist/active lane assist),
- Spurwechselassistent (Audi side assist) oder
- Abstandsregeltempomat (Adaptive cruise control)

ergänzt werden.
Kindersitze lassen sich an allen Plätzen der Rückbank anbringen. Dennoch haben keine drei Kindersitze nebeneinander genügend Platz. Isofix-Halterungen auf den Außensitzen der Rückbank können ohne Aufpreis geordert werden. Für den Beifahrersitz kosteten Isofix-Halterung und abschaltbarer Airbag Aufpreis.

### Technik
Mit der neuen Plattform wurde durch Anordnung des Differenzials unterhalb der Kupplung bzw. des Wandlers die Vorderachse um 154 mm weiter nach vorne verlagert. Dank dieser Änderung wird
- die Fahrdynamik durch eine bessere Gewichtsverteilung gesteigert,
- der Fußgängerschutz durch die geänderte Aggregatlagerung verbessert und
- ein um 160 mm verlängerter Radstand ermöglicht.

Das Brems-, Fahrwerks- und Lenksystem wurde überarbeitet und der Strömungswiderstandskoeffizient ({\displaystyle c_{\mathrm {w} }}) bei der Limousine konnte durch Optimierung der Karosserie auf 0,27 gesenkt werden (Avant 0,31). Ebenso wurde die Crashsicherheit auf den aktuellen Stand gebracht. So erhielt der A4 beim Euro-NCAP-Crashtest im Jahr 2009 die Höchstbewertung von fünf Sternen. Im Detail erreichte der A4 93 % der Punkte beim Insassenschutz, 84 % bei der Kindersicherheit und 39 % beim Fußgängerschutz.

## Antrieb
Der Audi A4 ist serienmäßig mit Frontantrieb ausgestattet. Optional war für verschiedene Motorisierungen das Allradsystem quattro erhältlich.

## Bauzeit
- Limousine: September 2007 bis August 2015
- Kombi: März 2008 bis August 2015
- Allroad quattro: Februar 2009 bis Februar 2016
- S4: November 2008 bis Juni 2015
- RS4: Juni 2012 bis Juni 2015

## Motorisierungen
Die Motorenpalette umfasst einen neu entwickelten 1,8-Liter-Turbomotor mit Benzindirekteinspritzung (TFSI), welcher 88 kW (120 PS) bzw. 118 kW (160 PS) leistet. Im Gegensatz zu den bisherigen Reihenvierzylinder-Ottomotoren im A4 verfügt dieser unter anderem über einen wartungsfreien Nockenwellenantrieb durch eine Steuerkette und eine volumenstromgeregelte Ölpumpe. Im November 2011 erschien mit dem Facelift der Modellreihe eine überarbeitete Variante des 1,8-Liter-Motors. Der Motor erhielt ein neues Thermomanagement, welches die Betriebstemperatur schneller erreichen lässt und dadurch die Emissionen und den Kraftstoffverbrauch reduziert. Weitere Veränderungen wurden durch Gewichtseinsparungen und Reibungsoptimierungen vorgenommen. Zusätzlich wird die Direkteinspritzung durch eine Saugrohreinspritzung ergänzt, welche im Teillastbereich zum Einsatz kommt, um den Partikelausstoß zu mindern. Neu ist auch die aus den 2-Liter-Ottomotoren übernommene zweistufige Ventilhubverstellung Audi valvelift für die Auslassnockenwelle.
Der aus dem Vorgänger bekannte 3,2-Liter-V6-Ottomotor wurde im B8 unter anderem mit der zweistufigen einlassseitigen Ventilhubverstellung Audi valvelift (ähnlich VTEC von Honda), einer volumenstromgeregelte Ölpumpe und einer minimal vergrößerten Bohrung optimiert, woraus ebenfalls mehr Hubraum resultiert. Dadurch bietet der Motor nun 7 kW (10 PS) mehr Leistung. Weiterhin stehen die 330 Nm maximales Drehmoment durch die neue Ventilsteuerung von 3000 bis 5000 min−1 zur Verfügung. Der 3,2-Liter-V6-Ottomotor entfiel mit Erscheinen des Facelifts im November 2011.
Der aus der letzten Baureihe übernommene 2-Liter-Dieselmotor wurde – als erster Reihenvierzylinder-Diesel des VW-Konzerns – mit einer Common-Rail-Einspritzung ausgestattet (zuvor Pumpe-Düse). Überarbeitet wurden auch die V6-Dieselmotoren, die nun mehr Leistung bieten. Alle Dieselmotoren sind serienmäßig mit einem Rußpartikelfilter ausgestattet. Seit 2014 wird bei den 2-Liter-Dieselmotoren zusätzlich ein SCR-Katalysator mit AUS-32-Additiv verbaut, der die Stickoxidemissionen reduziert, um die Euro-6-Abgasnorm zu erfüllen.
Mit Einführung der Kombivariante Avant im Jahr 2008 erschienen weitere Motorisierungen. So folgten auf Basis des 1,8-Liter-Turbomotors zwei 2-Liter-Modelle, welche zusätzlich mit dem Audi valvelift system für die Auslassnockenwelle ausgestattet sind und 132 kW bzw. 155 kW (180 PS bzw. 211 PS) leisten. Die Leistung des 155-kW-Motors wurde Mitte 2013 auf 165 kW (225 PS) angehoben. Als Basis dient der, seit dem Facelift erhältliche und überarbeitete, 1,8-Liter-TFSI mit 125 kW (170 PS).
Seit Anfang 2009 ist das neu entwickelte Doppelkupplungsgetriebe S tronic mit sieben Gängen für die Allrad-Modelle der 2-Liter-Ottomotoren, den 3.0 TDI und den Audi S4 dieser Baureihe erhältlich. Die S tronic wird nach und nach die als Tiptronic bezeichnete Wandlerautomatik ersetzen. Sie feierte ihre Premiere in einem Fahrzeug mit längs eingebauten Motor im Kompakt-SUV Q5, welcher bereits im Herbst 2008 erschien.
Im 2009 eingeführten Audi S4 kommt ein 3-Liter-V6-Ottomotor mit Kompressoraufladung (Roots-Gebläse) zum Einsatz, der 245 kW (333 PS) leistet. Eine auf 200 kW (272 PS) leistungsreduzierte Variante dieses Motors wurde seit Anfang 2012 auch für die anderen A4-Modelle angeboten. Mit dem RS4 Avant erschien Mitte 2012 das leistungsstärkste Modell mit einem 4,2-Liter-V8-Ottomotor. Der auf dem Vorgänger basierende Hochdrehzahl-Saugmotor leistet 331 kW (450 PS).

### Ottomotoren
|                                            | 1.8 TFSI                  | 1.8 TFSI                   | 1.8 TFSI                   | 2.0 TFSI flexible                   | 2.0 TFSI                   | 2.0 TFSI                   | 2.0 TFSI                   | 3.0 TFSI                   | 3.0 TFSI (S4)              | 3.2 FSI               | 4.2 FSI (RS4) (1)     |
| ------------------------------------------ | ------------------------- | -------------------------- | -------------------------- | ----------------------------------- | -------------------------- | -------------------------- | -------------------------- | -------------------------- | -------------------------- | --------------------- | --------------------- |
| Bauzeitraum                                | 01/2008– 02/2015          | 09/2007– 08/2011           | 07/2011– 08/2015           | 10/2009– 02/2015                    | 04/2008– 10/2011           | 04/2008– 04/2013           | 04/2013– 08/2015           | 02/2012– 05/2015           | 11/2008– 10/2015           | 09/2007– 08/2011      | 06/2012– 06/2015      |
| MKB                                        | CABA, CDHA                | CABB, CDHB                 | CJEB                       | CFKA                                | CDNB, CAEA                 | CAEB, CDNC                 | CNCD                       | CMUA                       | CAKA, CCBA                 | CALA                  | CFSA                  |
| Motorbaureihe                              | VW EA888                  | VW EA888                   | VW EA888                   | VW EA888                            | VW EA888                   | VW EA888                   | VW EA888                   | VW EA837                   | VW EA837                   | VW EA837              | VW EA824              |
| Motorbauart                                | Reihenbauart              | Reihenbauart               | Reihenbauart               | Reihenbauart                        | Reihenbauart               | Reihenbauart               | Reihenbauart               | V-Bauart                   | V-Bauart                   | V-Bauart              | V-Bauart              |
| Nockenwellenantrieb                        | Steuerkette               | Steuerkette                | Steuerkette                | Steuerkette                         | Steuerkette                | Steuerkette                | Steuerkette                | Steuerkette                | Steuerkette                | Steuerkette           | Steuerkette           |
| Gemischaufbereitung                        | Direkteinspritzung        | Direkteinspritzung         | Direkteinspritzung         | Direkteinspritzung                  | Direkteinspritzung         | Direkteinspritzung         | Direkteinspritzung         | Direkteinspritzung         | Direkteinspritzung         | Direkteinspritzung    | Direkteinspritzung    |
| Motoraufladung                             | Turbolader                | Turbolader                 | Turbolader                 | Turbolader                          | Turbolader                 | Turbolader                 | Turbolader                 | Kompressor                 | Kompressor                 | —                     | —                     |
| Zylinder/Ventile                           | 4/16                      | 4/16                       | 4/16                       | 4/16                                | 4/16                       | 4/16                       | 4/16                       | 6/24                       | 6/24                       | 6/24                  | 8/32                  |
| Hubraum                                    | 1798 cm³                  | 1798 cm³                   | 1798 cm³                   | 1984 cm³                            | 1984 cm³                   | 1984 cm³                   | 1984 cm³                   | 2995 cm³                   | 2995 cm³                   | 3197 cm³              | 4163 cm³              |
| max. Leistung bei min−1                    | 88 kW (120 PS)/ 3650–6200 | 118 kW (160 PS)/ 4500–6200 | 125 kW (170 PS)/ 3800–6200 | 132 kW (180 PS)/ 4000–6000          | 132 kW (180 PS)/ 4000–6000 | 155 kW (211 PS)/ 4300–6000 | 165 kW (225 PS)/ 4500–6250 | 200 kW (272 PS)/ 4780–6500 | 245 kW (333 PS)/ 5500–7000 | 195 kW (265 PS)/ 6500 | 331 kW (450 PS)/ 8250 |
| max. Drehmoment bei min−1                  | 230 Nm/ 1500–3650         | 250 Nm/ 1500–4800          | 320 Nm/ 1400–3700          | 320 Nm/ 1500–3900                   | 320 Nm/ 1500–3900          | 350 Nm/ 1500–4200          | 350 Nm/ 1500–4500          | 400 Nm/ 2150–4780          | 440 Nm/ 2900–5300          | 330 Nm/ 3000–5000     | 430 Nm/ 4000–6000     |
| Antriebsart, Serie                         | Vorderradantrieb          | Vorderradantrieb           | Vorderradantrieb           | Vorderradantrieb                    | Vorderradantrieb           | Vorderradantrieb           | Vorderradantrieb           | Allradantrieb              | Allradantrieb              | Vorderradantrieb      | Allradantrieb         |
| Antriebsart, Option                        | —                         | Allradantrieb              | Allradantrieb              | Allradantrieb                       | Allradantrieb              | Allradantrieb              | Allradantrieb              | —                          | —                          | Allradantrieb         | —                     |
| Getriebeart, Serie                         | 6-Gang-Schaltgetriebe     | 6-Gang-Schaltgetriebe      | 6-Gang-Schaltgetriebe      | 6-Gang-Schaltgetriebe               | 6-Gang-Schaltgetriebe      | 6-Gang-Schaltgetriebe      | 6-Gang-Schaltgetriebe      | 7-Gang-S tronic            | 6-Gang-Schaltgetriebe      | 6-Gang-Schaltgetriebe | 7-Gang-S tronic       |
| Getriebeart, Option                        | multitronic               | multitronic                | multitronic                | —                                   | multitronic                | Automatikgetriebe (2)      | Automatikgetriebe (2)      | —                          | 7-Gang-S tronic (3)        | Automatikgetriebe (4) | —                     |
| Leergewicht                                | 1485–1590 kg              | 1485–1625 kg               | 1505–1635 kg               | 1505–1650 kg                        | 1505–1650 kg               | 1510–1725 kg               | 1525–1725 kg               | 1735–1790 kg               | 1725–1825 kg               | 1605–1735 kg          | 1870 kg               |
| max. Zuladung                              | 550–570 kg                | 550–570 kg                 | 550–570 kg                 | 550–570 kg                          | 550–570 kg                 | 550–570 kg                 | 550–570 kg                 | 550–570 kg                 | 550–570 kg                 | 550–570 kg            | 570 kg                |
| Beschleunigung, 0–100 km/h                 | 10,5–10,8 s               | 8,6–8,9 s                  | 7,9–8,3 s                  | 7,7–8,1 s                           | 7,7–8,6 s                  | 6,5–7,4 s                  | 6,4–6,9 s                  | 5,9–6,1 s                  | 5,0–5,4 s                  | 6,2–6,6 s             | 4,7 s                 |
| Höchst- geschwindigkeit                    | 191–208 km/h              | 210–225 km/h               | 215–230 km/h               | 224–236 km/h                        | 218–236 km/h               | 230–250 km/h               | 234–250 km/h               | 250 km/h (abgeregelt)      | 250 km/h (abgeregelt)      | 250 km/h (abgeregelt) | 250 km/h (abgeregelt) |
| Kraftstoffverbrauch auf 100 km, kombiniert | 6,5–7,5 l Super           | 7,1–7,9 l Super            | 5,7–6,5 l Super            | 6,2–6,9 l Super (8,5–9,8 l E85 (5)) | 6,2–7,5 l Super            | 6,0–8,3 l Super            | 5,8–7,1 l Super            | 7,5–8,4 l Super            | 7,7–10,2 l Super           | 8,2–9,3 l Super       | 10,7 l Super plus     |
| CO2-Emission                               | 151–174 g/km              | 164–184 g/km               | 134–149 g/km               | 144–174 g/km (139–162 g/km (5))     | 144–174 g/km               | 140–194 g/km               | 136–164 g/km               | 174–197 g/km               | 178–239 g/km               | 192–220 g/km          | 249 g/km              |
| Abgasnorm                                  | Euro 5                    | Euro 5                     | Euro 6 (6)                 | Euro 5                              | Euro 5                     | Euro 5                     | Euro 6                     | Euro 6 (7)                 | Euro 6 (7)                 | Euro 5                | Euro 5                |

### Dieselmotoren
|                                            | 2.0 TDI                  | 2.0 TDI                        | 2.0 TDI                  | 2.0 TDI                   | 2.0 TDI                        | 2.0 TDI                  | 2.0 TDI                         | 2.0 TDI                         | 2.7 TDI                    | 3.0 TDI                    | 3.0 TDI                       | 3.0 TDI                       |
| ------------------------------------------ | ------------------------ | ------------------------------ | ------------------------ | ------------------------- | ------------------------------ | ------------------------ | ------------------------------- | ------------------------------- | -------------------------- | -------------------------- | ----------------------------- | ----------------------------- |
| Bauzeitraum                                | 04/2008– 02/2015         | 04/2009– 08/2015               | 09/2007– 04/2013         | 04/2013– 08/2015          | 11/2011– 08/2015               | 02/2008– 11/2011         | 07/2011– 02/2015                | 03/2014– 08/2015                | 09/2007– 11/2011           | 11/2011– 02/2015           | 09/2007– 11/2011              | 07/2011– 05/2015              |
| MKB                                        | CAGC, CJCC               | CAGB, CJCB                     | CAGA, CJCA               | CJCD, CMFB                | CAHB, CGLD                     | CAHA                     | CGLC                            | CNHA                            | CAMA, CGKA                 | CLAB                       | CAPA, CCWA                    | CDUC, CKVC                    |
| Motorbaureihe                              | VW EA189                 | VW EA189                       | VW EA189                 | VW EA288                  | VW EA189                       | VW EA189                 | VW EA189                        | VW EA288                        | VW EA896                   | VW EA896G2                 | VW EA896                      | VW EA896G2                    |
| Motorbauart                                | Reihenbauart             | Reihenbauart                   | Reihenbauart             | Reihenbauart              | Reihenbauart                   | Reihenbauart             | Reihenbauart                    | Reihenbauart                    | V-Bauart                   | V-Bauart                   | V-Bauart                      | V-Bauart                      |
| Nockenwellenantrieb                        | Zahnriemen               | Zahnriemen                     | Zahnriemen               | Zahnriemen                | Zahnriemen                     | Zahnriemen               | Zahnriemen                      | Zahnriemen                      | Steuerkette                | Steuerkette                | Steuerkette                   | Steuerkette                   |
| Gemischaufbereitung                        | Common-Rail-Einspritzung | Common-Rail-Einspritzung       | Common-Rail-Einspritzung | Common-Rail-Einspritzung  | Common-Rail-Einspritzung       | Common-Rail-Einspritzung | Common-Rail-Einspritzung        | Common-Rail-Einspritzung        | Common-Rail-Einspritzung   | Common-Rail-Einspritzung   | Common-Rail-Einspritzung      | Common-Rail-Einspritzung      |
| Motoraufladung                             | Turbolader               | Turbolader                     | Turbolader               | Turbolader                | Turbolader                     | Turbolader               | Turbolader                      | Turbolader                      | Turbolader                 | Turbolader                 | Turbolader                    | Turbolader                    |
| Zylinder/Ventile                           | 4/16                     | 4/16                           | 4/16                     | 4/16                      | 4/16                           | 4/16                     | 4/16                            | 4/16                            | 6/24                       | 6/24                       | 6/24                          | 6/24                          |
| Hubraum                                    | 1968 cm³                 | 1968 cm³                       | 1968 cm³                 | 1968 cm³                  | 1968 cm³                       | 1968 cm³                 | 1968 cm³                        | 1968 cm³                        | 2698 cm³                   | 2967 cm³                   | 2967 cm³                      | 2967 cm³                      |
| max. Leistung bei min−1                    | 88 kW (120 PS)/ 4000 (1) | 100 kW (136 PS)/ 3000–4400 (2) | 105 kW (143 PS)/ 4200    | 110 kW (150 PS)/ 4200 (3) | 120 kW (163 PS)/ 3000–4200 (4) | 125 kW (170 PS)/ 4200    | 130 kW (177 PS)/ 4200           | 140 kW (190 PS)/ 3800–4200      | 140 kW (190 PS)/ 3500–4400 | 150 kW (204 PS)/ 3500–4500 | 176 kW (240 PS)/ 4000–4400    | 180 kW (245 PS)/ 4000–4500    |
| max. Drehmoment bei min−1                  | 290 Nm/ 1750–2500        | 320 Nm/ 1500–3000 (5)          | 320 Nm/ 1750–2500        | 320 Nm/ 1750–2500 (3)     | 400 Nm/ 1750–2750 (6)          | 350 Nm/ 1750–2500        | 380 Nm/ 1750–2500               | 400 Nm/ 1750–3000               | 400 Nm/ 1400–3250          | 400 Nm/ 1250–3500          | 500 Nm/ 1500–3000             | 500 Nm/ 1400–3250 (7)         |
| Antriebsart, Serie                         | Vorderradantrieb         | Vorderradantrieb               | Vorderradantrieb         | Vorderradantrieb          | Vorderradantrieb               | Vorderradantrieb         | Vorderradantrieb                | Vorderradantrieb                | Vorderradantrieb           | Vorderradantrieb           | Allradantrieb                 | Allradantrieb                 |
| Antriebsart, Option                        | —                        | —                              | Allradantrieb            | Allradantrieb             | —                              | Allradantrieb            | Allradantrieb                   | Allradantrieb                   | —                          | —                          | —                             | —                             |
| Getriebeart, Serie                         | 6-Gang-Schaltgetriebe    | 6-Gang-Schaltgetriebe          | 6-Gang-Schaltgetriebe    | 6-Gang-Schaltgetriebe     | 6-Gang-Schaltgetriebe          | 6-Gang-Schaltgetriebe    | 6-Gang-Schaltgetriebe           | 6-Gang-Schaltgetriebe           | 6-Gang-Schaltgetriebe      | 6-Gang-Schaltgetriebe      | 6-Gang-Schaltgetriebe         | 6-Gang-Schaltgetriebe         |
| Getriebeart, Option                        | —                        | —                              | multitronic              | multitronic               | —                              | —                        | multitronic/7-Gang-S tronic (8) | multitronic/7-Gang-S tronic (8) | multitronic                | multitronic                | 7-Gang-S tronic (9)           | 7-Gang-S tronic               |
| Leergewicht                                | 1545–1615 kg             | 1550–1610 kg                   | 1535–1705 kg             | 1555–1765 kg              | 1550–1675 kg                   | 1540–1705 kg             | 1555–1745 kg                    | 1615–1775 kg                    | 1645–1720 kg               | 1650–1715 kg               | 1730–1840 kg                  | 1715–1865 kg                  |
| max. Zuladung                              | 550–570 kg               | 550–570 kg                     | 550–570 kg               | 550–570 kg                | 550–570 kg                     | 550–570 kg               | 550–570 kg                      | 550–570 kg                      | 550–570 kg                 | 550–570 kg                 | 550–570 kg                    | 550–570 kg                    |
| Beschleunigung, 0–100 km/h                 | 10,5–11,2 s              | 9,3–9,8 s                      | 9,1–10,3 s               | 9,1–9,7 s                 | 8,3–8,7 s                      | 8,3–8,9 s                | 7,8–8,4 s                       | 7,3–8,3 s                       | 7,7–8,2 s                  | 7,1–7,9 s                  | 6,1–6,6 s                     | 5,9–6,3 s                     |
| Höchst- geschwindigkeit                    | 197–205 km/h             | 205–215 km/h                   | 200–216 km/h             | 200–216 km/h              | 216–225 km/h                   | 213–230 km/h             | 210–230 km/h                    | 222–240 km/h                    | 220–239 km/h               | 230–244 km/h               | 236–250 km/h                  | 237–250 km/h                  |
| Kraftstoffverbrauch auf 100 km, kombiniert | 4,5–5,3 l Diesel         | 3,9–4,9 l Diesel               | 4,5–6,2 l Diesel         | 4,4–5,8 l Diesel          | 4,2–4,5 l Diesel               | 5,1–6,4 l Diesel         | 4,6–6,0 l Diesel                | 4,5–5,2 l Diesel                | 6,0–6,6 l Diesel           | 4,9–5,2 l Diesel           | 6,6–7,2 l Diesel              | 5,7–6,2 l Diesel              |
| CO2-Emission                               | 117–140 g/km             | 104–129 g/km                   | 119–164 g/km             | 114–152 g/km              | 109–120 g/km                   | 134–169 g/km             | 120–156 g/km                    | 117–145 g/km                    | 159–176 g/km               | 129–135 g/km               | 173–189 g/km                  | 149–161 g/km                  |
| Abgasnachbehandlung                        | Dieselrußpartikelfilter  | Dieselrußpartikelfilter        | Dieselrußpartikelfilter  | Dieselrußpartikelfilter   | Dieselrußpartikelfilter        | Dieselrußpartikelfilter  | Dieselrußpartikelfilter         | Dieselrußpartikelfilter         | Dieselrußpartikelfilter    | Dieselrußpartikelfilter    | Dieselrußpartikelfilter       | Dieselrußpartikelfilter       |
| Abgasnorm                                  | Euro 5                   | Euro 6 (10)                    | Euro 5                   | Euro 5 / Euro 6 (11)      | Euro 6 (10)                    | Euro 5                   | Euro 5                          | Euro 6                          | Euro 5                     | Euro 5                     | Euro 4 / Euro 5 / Euro 6 (11) | Euro 4 / Euro 5 / Euro 6 (11) |

## Aufwertungen
Für das ab Mitte 2009 produzierte neue Modelljahr der Baureihe wurden einige Neuerungen eingeführt. So wurde zum bisherigen DVD-Navigationssystem eine überarbeitete Variante MMI Navigation plus angeboten, die unter anderem eine höhere Bildschirmauflösung, Joystick-Funktion, integrierte Festplatte, Ganzwortspracheingabe und 3D-Stadtmodelle bietet. Die Festplatte wird für die Navigationsdaten verwendet, kann jedoch auch Musiktitel speichern und abspielen. Zusätzlich bietet das eingebaute DVD-Laufwerk die Möglichkeit zum Abspielen von Musik- und Video-DVDs. Eine weitere Neuerung sind die – bei Fahrzeugen mit Xenonlicht – verbauten Rückleuchten mit LED-Technik für das Brems- und Schlusslicht sowie ein verändertes Außenspiegel-Design. Modelle mit 2-Liter-Otto- und Dieselmotoren werden ab diesem Modelljahr in Kombination mit Handschaltgetriebe serienmäßig mit einer Start-Stopp-Automatik sowie einem Rekuperationssystem (Bremsenergierückgewinnung) ausgestattet. In allen Fahrzeugen mit Vorderradantrieb wurde das ESP um eine elektronische Quersperre („XDS“) erweitert, welche in Kurven das innere Vorderrad bei zu starker Entlastung abbremst, um möglichst lange ein neutrales Fahrverhalten zu ermöglichen.
Zudem erschien mit dem 100 kW starken (136 PS) TDI eine weitere Dieselvariante, welche von Anfang Juni 2009 bis November 2010 ausgeliefert wurde. Das als 2.0 TDI e bezeichnete Modell verbrauchte durch verschiedene Maßnahmen wie Leichtlaufreifen, geänderte Übersetzung, Start-Stopp-Funktion, Bremsenergierückgewinnung und aerodynamische Optimierungen weniger als die anderen 2-Liter-Dieselmotoren. Während für die Limousine des 2.0 TDI e verschiedene Sonderausstattungen nicht bestellt werden konnten und nur die Grundausstattungslinie Attraction erhältlich war, konnte der Avant mit allen Ausstattungspaketen und Mehrausstattungen bestellt werden. Zusätzlich wurde auch die Limousine mit dem 100-kW-TDI und allen Ausstattungsoptionen angeboten, hier entfiel dann jedoch die Zusatzbezeichnung „e“.
Zur Internationalen Automobil-Ausstellung 2009 wurde das Motorenprogramm um das Modell 3.0 TDI clean diesel erweitert. Dieser „saubere Diesel“ verfügt über eine Abgasnachbehandlung mittels selektiver katalytischer Reduktion, welche mit Hilfe des Additivs AUS 32 realisiert wird. Dadurch wird der Ausstoß von Stickoxiden deutlich verringert, wodurch dieses Modell bereits die für 2014 angekündigten Euro-6-Grenzwerte einhält.
Ebenso erschien zur IAA ein für den Betrieb mit Ethanol-Kraftstoff (E85) angepasster und optimierter 2-Liter-TFSI-Motor mit 132 kW (180 PS). Das als 2.0 TFSI flexible fuel bezeichnete Modell kann weiterhin mit Benzin betankt werden und kostete in Deutschland 600 Euro mehr als sein für alleinigen Benzinbetrieb ausgelegtes Pendant.
Mit dem Modelljahr 2011, welches ab Mitte 2010 begann, erhielt der als Fahrerinformationssystem bezeichnete Bordcomputer neue Funktionen wie eine vergrößerte Darstellung der Schaltempfehlung, Anzeige von Sparhinweisen und Darstellung des Kraftstoffbedarfs einzelner Verbraucher. Des Weiteren entfiel die Hubraumangabe auf der Heckklappe, stattdessen wird der „Technologieschriftzug“ TDI bzw. TFSI verwendet. Daneben erhielten ab diesem Modelljahr alle Dieselmodelle serienmäßig einen Fehlbetankungsschutz.
Im November 2010 entfiel das „e“ in der Modellbezeichnung des 2.0 TDI e. Die Kraftstoffspareigenschaften bleiben jedoch weiter erhalten und konnten durch weitere Optimierungen zusätzlich verbessert werden. Im Gegensatz zum vorherigen 2.0 TDI e ist dieses Modell ohne Ausnahmen nur in der Ausstattungslinie Attraction erhältlich und kann mit beliebiger Sonderausstattung konfiguriert werden. Das neue Modell erhält die Zusatzbezeichnung „115g“ bei der Limousine bzw. „120g“ beim Avant, welche auf den geringen CO2-Ausstoß und Kraftstoffverbrauch hinweist.

### Modellpflege
Im November 2011 erfuhr der Audi A4 neben einer technischen auch eine optische Überarbeitung. Hierfür wurde die Front im Bereich des Kühlergrills und der Scheinwerfer neu gestaltet. Die Limousine des A4 erhielt zudem neue Rückleuchten, bei denen auch die Form modifiziert wurde.
Zusätzlich ist bei Modellen mit LED-Rückleuchten der Fahrtrichtungsanzeiger ebenfalls in LED-Technik ausgeführt. Der Innenraum wurde durch neue Materialien aufgewertet und einige Bedienelemente überarbeitet. So besitzt beispielsweise das MMI-Navigationssystem nun vier Tasten weniger, die Sitzheizungseinstellung wird direkt über eine Taste vorgenommen, die Fahrzeugeinstellungen für drive select sind nicht mehr einzeln in der Mittelkonsole aufrufbar und der Bordcomputer ist mit einer Pausenempfehlung ausgestattet.
Neben einem überarbeiteten Fahrwerk erhielt der Audi A4 eine neue Servolenkung, welche elektromechanisch arbeitet. Die Motorenpalette umfasste aktualisierte Otto- und Dieselmotoren, welche nun alle serienmäßig über eine Start-Stopp-Automatik verfügten. Der 1,8-Liter-Ottomotor mit Turboaufladung besitzt im Vergleich zu seinem Vorgänger, neben einigen technischen Neuerungen wie einer kombinierten Direkt- und Saugrohreinspritzung und der zweistufigen auslassseitigen Ventilhubverstellung valvelift, 7 kW (10 PS) mehr Leistung und ein um 70 Nm höheres Drehmoment. Seit Anfang 2012 wurde zudem eine leistungsschwächere Variante des aus dem Audi S4 bekannten 3-Liter-TFSI mit Kompressoraufladung angeboten, welche den seit der Modellpflege entfallenen 3,2-Liter-V6-Ottomotor ersetzte. Bei den Vierzylinder-Dieselmotoren leistete der stärkste 2-Liter-TDI nun 130 kW (177 PS). Ebenso erschien mit dem 120-kW-TDI (163 PS) eine zusätzliche Motorvariante mit reduziertem Kraftstoffverbrauch. Der 2,7-Liter-V6-Dieselmotor entfiel, stattdessen wurde der 3-Liter-TDI in zwei Leistungsstufen angeboten (150 kW/204 PS und 180 kW/245 PS) und war zum Marktstart nur mit Automatikgetrieben erhältlich.
Überarbeitet wurde auch der quattro-Antrieb. So stand nun in Verbindung mit dem S-tronic-Automatikgetriebe das Allradsystem der sechsten Generation mit einem Kronenrad-Mittendifferential zur Verfügung, welches zur besseren Traktion maximal 70 % der Antriebsmomente an die Vorder- bzw. 85 % an die Hinterachse leitet. Optional wurde für die quattro-Modelle mit S tronic und 3-Liter-Motor auch ein „Sportdifferential“ angeboten, das durch den Einsatz von zwei Lamellenkupplungen, die Motorkraft an der Hinterachse stufenlos zwischen linkem und rechtem Rad aufteilt (Torque Vectoring).
Die Serien- und Sonderausstattung blieb nahezu unverändert. Als neue Sonderausstattung war eine elektrisch öffnende und schließende Kofferraumklappe für die Avant-Modelle erhältlich (seit Mitte 2014 serienmäßig). Dagegen wurden einige Fahrerassistenzsysteme um neue Funktionen erweitert. So unterstützt nun zusätzlich der Spurhalteassistent active lane assist den Fahrer durch korrigierende Lenkeingriffe. Der Abstandsregeltempomat adaptive cruise control führt bei Geschwindigkeiten unter 30 km/h und drohender Kollision eine automatische Vollbremsung durch. Das Navigationssystem MMI Navigation plus unterstützt den Online-Zugang Audi connect, über welchen mittels Bluetooth-Kopplung zu einem internetfähigen Mobiltelefon oder Einsatz einer SIM-Karte, auf Verkehrs-, Wetter- oder Multimediadienste zugegriffen werden kann.
Für das ab Mitte 2013 produzierte neue Modelljahr wurde die Leistung des 2,0-Liter-TDI mit 105 kW (143 PS) auf 110 kW (150 PS) angehoben. Ebenso erhielt der 2,0-Liter-TFSI eine Leistungssteigerung von 155 kW (211 PS) auf 165 kW (225 PS). Als Basis für diesen Motor diente der, seit der Modellpflege überarbeitete, 1,8-Liter-TFSI mit 125 kW (170 PS). Der 165-kW-TFSI verfügt somit über die gleichen technischen Neuerungen wie das zuvor eingeführte 1,8-Liter-Pendant. Die gleiche Motorvariante wird bereits seit Ende 2012 auch im Facelift des Audi Q5 angeboten. Beide 125-kW- und 165-kW-TFSI-Motoren erfüllen ab diesem Modelljahr auch die Euro-6-Abgasnorm.
Im Februar 2014 wurden die beiden 2,0-Liter-TDI-Motoren mit 100 kW (136 PS) und 120 kW (163 PS) unter der neuen Modellbezeichnung „A4 Ultra“ vorgestellt. Durch Karosserieoptimierungen und geänderter Getriebeübersetzung konnte der kombinierte Kraftstoffverbrauch auf bis zu 4 Liter je 100 km gesenkt werden. Ebenso erschien eine auf 140 kW (190 PS) leistungsgesteigerte Variante des 2.0-TDI-Motors. Alle drei Dieselmotoren erfüllen durch den Einsatz eines SCR-Katalysators die Euro-6-Norm.
Ab Mitte 2014 war die elektrisch öffnende und schließende Kofferraumklappe beim Avant serienmäßig. Ebenfalls erfüllte der 3.0 TFSI durch den Einsatz einer kombinierten Saugrohr- und Direkteinspritzung nun die EU6-Abgasnorm.

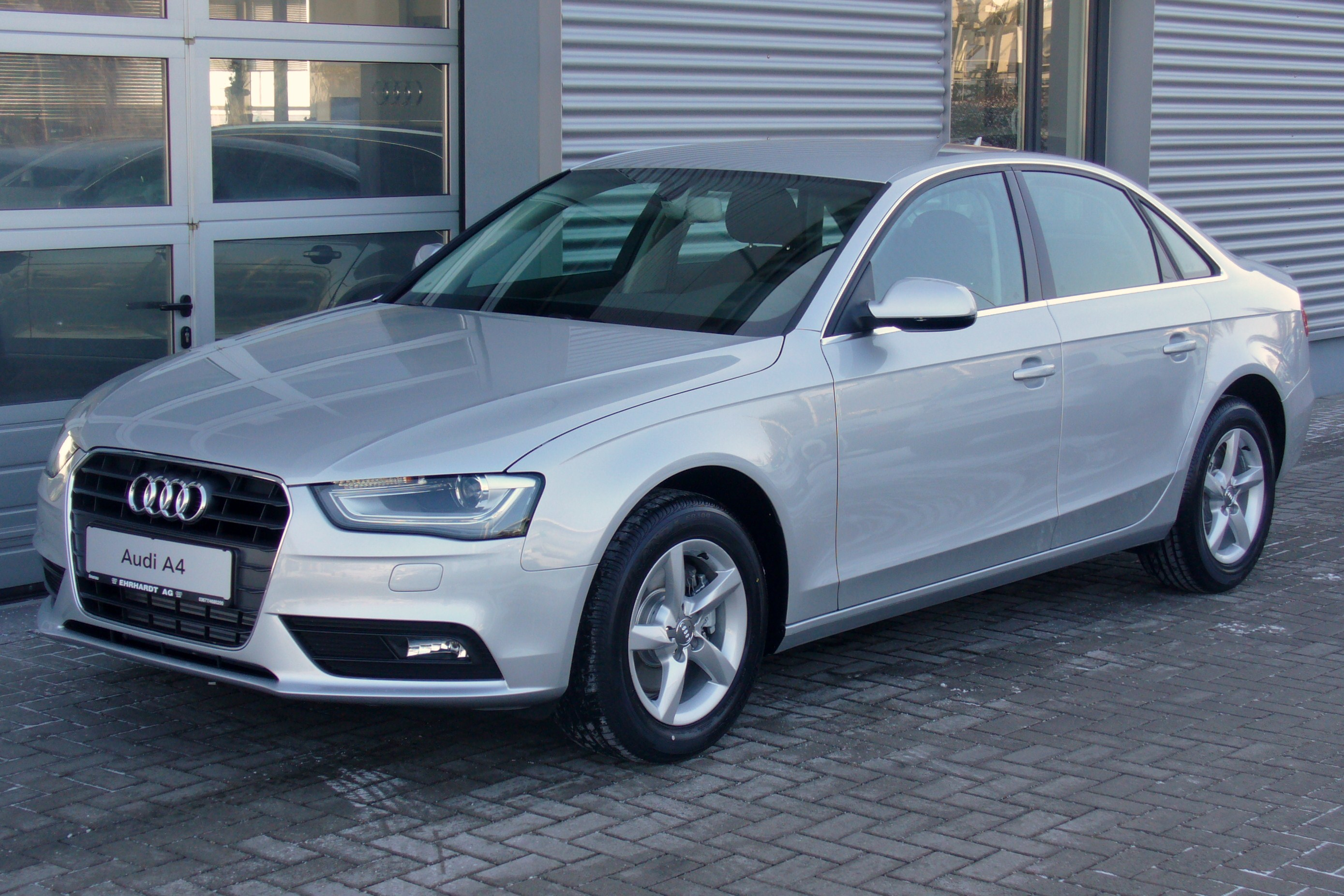
Audi A4 Limousine (2011–2015)
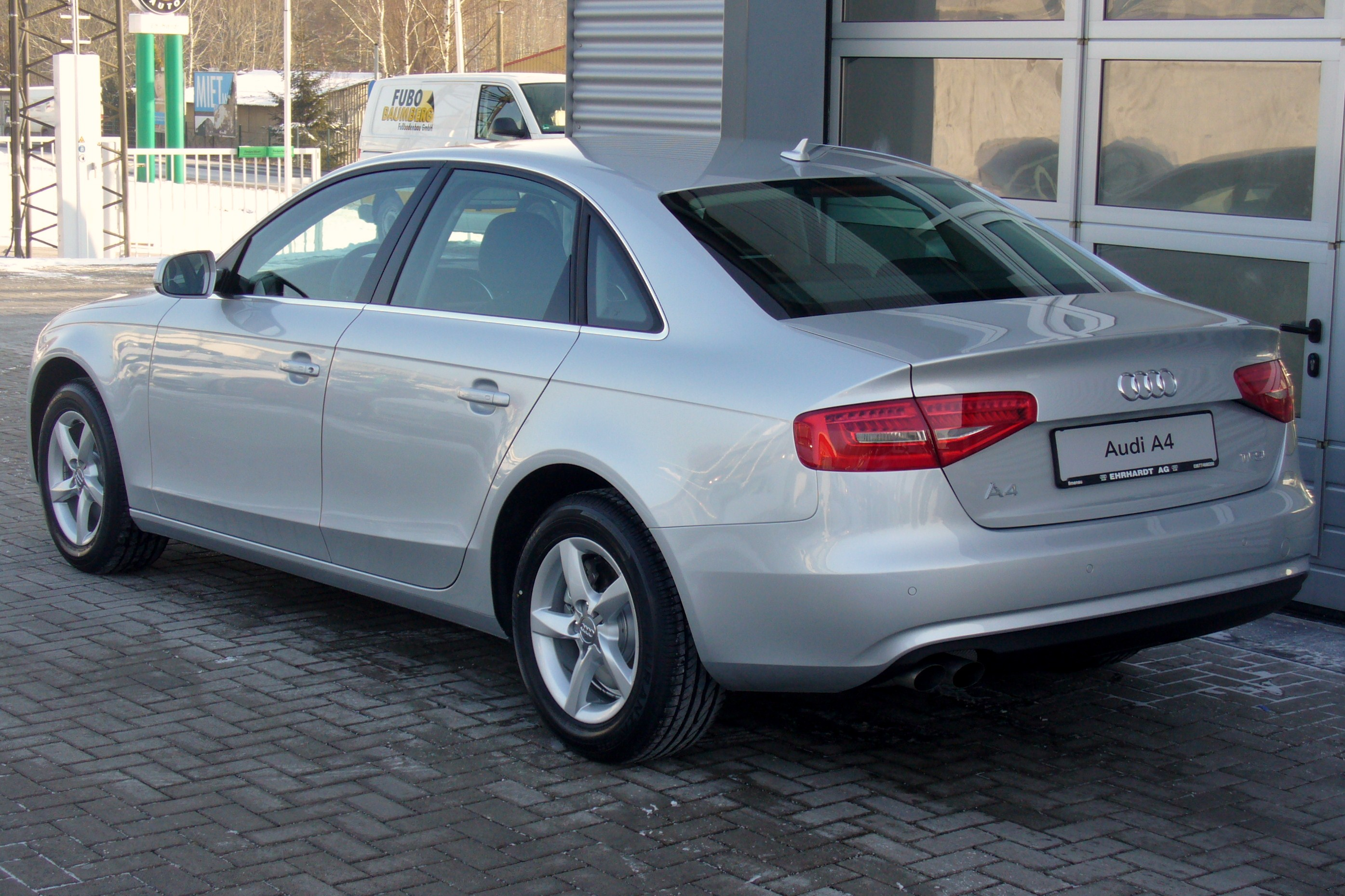
Heckansicht
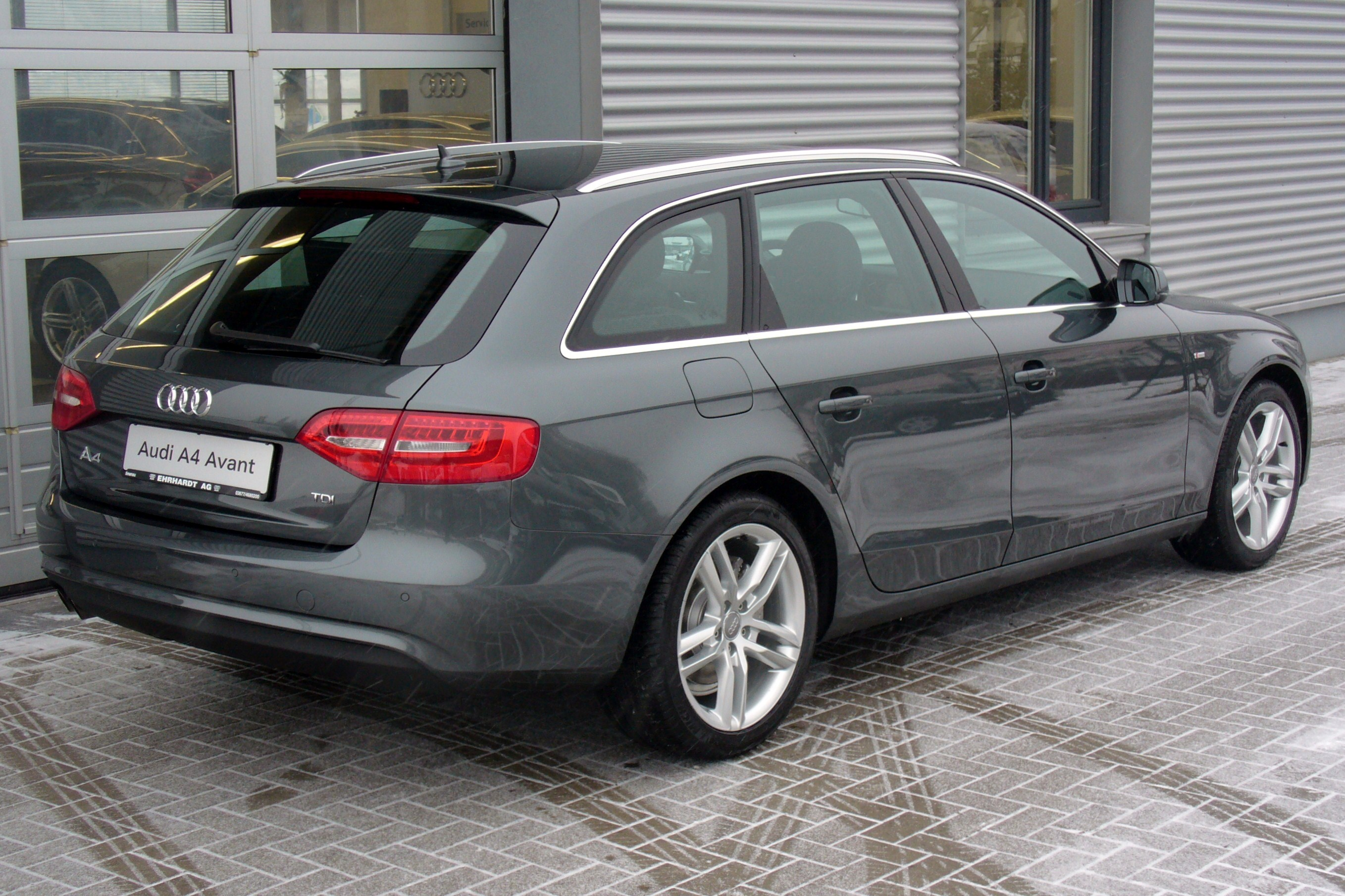
Audi A4 Avant (2011–2015)
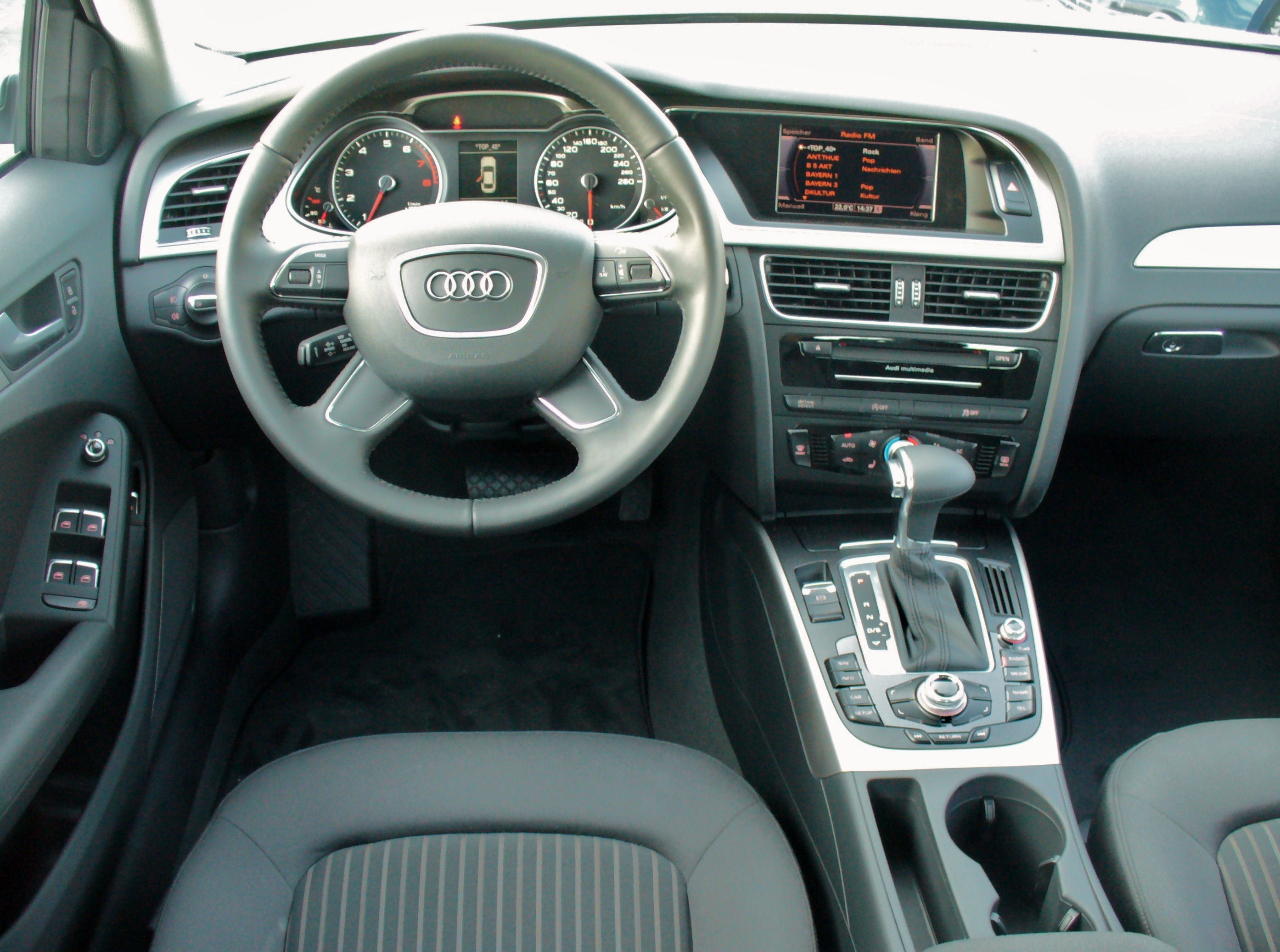
Interieur

## Produktion
Die B8-Baureihe wurde an fünf Produktionsstandorten gefertigt. Während die Limousine, der Avant und die S-/RS-/Allroad-Modelle im Audi-Werk Ingolstadt vom Band rollten, wurde in Neckarsulm nur die Limousine gebaut. Im indischen Aurangabad wurden aus Neckarsulm angelieferte CKD-Bausätze der A4-Limousine auf dem Gelände eines Škoda-Werks zusammengesetzt und ausgeliefert. In China wurde bei FAW-Volkswagen in Changchun die Langversion der Limousine A4L für den chinesischen Markt produziert. Ab 2011 wurden in Jakarta (Indonesien) vorgefertigte Bausätze der A4-Limousine bei Garuda Mataram Motor endmontiert.

## Neuzulassungen
Nach Angaben des Kraftfahrt-Bundesamtes wurden 531.260 A4/S4/RS4 von 2007 bis 2014 in Deutschland neu zugelassen.
| Jahr | Neuzulassungen | darunter mit Diesel-Antrieb | darunter durch gewerbliche Halter |
| ---- | -------------- | --------------------------- | --------------------------------- |
| 2014 | 48.278         | 87,6 %                      | 88,1 %                            |
| 2013 | 48.310         | 84,9 %                      | 87,6 %                            |
| 2012 | 57.633         | 80,6 %                      | 83,9 %                            |
| 2011 | 59.056         | 79,6 %                      | 81,4 %                            |
| 2010 | 59.863         | 81,3 %                      | 77,6 %                            |
| 2009 | 75.341         | 77,9 %                      | 67,9 %                            |
| 2008 | 98.714         | 70,4 %                      | 72,6 %                            |
| 2007 | 84.092         | 77,3 %                      | k. A.                             |

## Trivia
- Im Gegensatz zu den Vorgängern sind alle B8-Modelle serienmäßig mit elektrischen Fensterhebern hinten und anstelle einer Handbremse mit einer elektromechanischen Parkbremse ausgestattet.
- Im Gegensatz zu den Vorgängern sind die Auspuffendrohre der Dieselmodelle gerade und nicht nach unten gebogen.
- Serienmäßig wurde im Avant ein Wendeladeboden im Kofferraum mitgeliefert, der einerseits eine Schmutzwanne und andererseits einen teppichverkleideten Fahrzeugboden darstellt.
- Wie im Audi A5 bewegen sich die Zeiger von Drehzahlmesser und Tachometer im Bereich 270°–0°, rechtsdrehend und bezogen auf den Einheitskreis.
- Die großen Außenspiegel sind ein Tribut an eine Typgenehmigung der EU, die ab 2010 für alle neuzugelassenen Pkw gilt.[43]
- Bei Halogenscheinwerfern wurde nun serienmäßiges Tagfahrlicht verwendet. Dieses wird durch ein separates Halogenleuchtmittel erzeugt.
- Die aus den vorherigen Baureihen bekannten Klapptürgriffe wurden durch Bügelgriffe ersetzt, welche nach einem Unfall den Zugang in das Fahrzeug erleichtern.
- Der Kraftstofftank fasst im B8 bei frontgetriebenen Fahrzeugen 65 Liter (5 l weniger als im Vorgänger), während der Tankinhalt bei Allradmodellen mit 64 l einen Liter mehr beträgt (Vorgänger 63 l). Das im November 2011 erschienene Facelift besitzt einen 63-Liter-Kraftstofftank (bei Allradfahrzeugen 61 l).